# Высота (фильм, 2010)
«Высота» (англ. Altitude) — канадский триллер 2010 года, выпущенный сразу на видео. Режиссёром стал канадский автор комиксов Каари Эндрюс. Компания «Anchor Bay Entertainment» занималась выпуском картины в Северной Америке, Великобритании, Австралии и Новой Зеландии. Премьера трейлера к фильму состоялась на фестивале «Comic-Con 2010» в Сан-Диего.
Слоган картины: «Не смотри вниз» (англ. Don't Look Down).

## Сюжет
Сара (Джессика Лоундес) вместе с друзьями Кори (Райан Доноху), Брюсом (Лэндон Либойрон), Мэл (Джулиана Гуилл) и Сэлом (Джейк Уири) отправляется на концерт на небольшом самолёте. Получившая не так давно лицензию пилота, героиня хочет облететь облачность, когда воздушное судно становится неподконтрольным.
Попавшие в беду люди готовы пойти на всё, чтобы оставшегося горючего хватило для приземления самолёта. Рискуя жизнью, Кори выбирается из воздушного судна, чтобы попытаться исправить подъёмник. Страхующий друга, Сэл видит что-то и обрезает канат, дабы самому не попасться в «лапы» неизвестному существу.
Герои начинают строить догадки, когда что-то буквально поглощает самолёт. Брюс рассказывает, что чудовище — плод его воображения. Он с трудом преодолевает кошмар, тем самым не допустив в прошлом авиакатастрофы своих родителей.

## В ролях
- Джессика Лаундс — Сара
- Джулианна Гуилл — Мэл
- Райан Донахью — Кори
- Джейк Уири — Сэл
- Лэндон Либуарон — Брюс
- Майк Допад — Полковник, отец Сары
- Мишель Харрисон — Мать Сары
- Йен Робисон — Мистер Тейлор
- Чила Хорсдаль[8] — Миссис Тейлор
- Райан Грантхэм[9] — Брюс в детстве
- Тиган Гентлс — Сара в детстве
- Сэт Ранавира — Механик
- Колин Мёрдок — Диспетчер 1 (голос)
- Йен Джеймс Корлетт — Диспетчер 2 (голос)

## Съёмки
Каари Эндрюс и братья Йен и Пол Биркетты объединились для того, чтобы снять мини-трейлер без какого-либо бюджета. Они сделали это за один день на одном из взлётных полей в Ванкувере наподобие трейлера к фильму «Мачете». Результат заинтересовал студии «Darclight» и «Telefilm», которые выдали авторам бюджет в $3 500 000 — «достаточный, чтобы снять хороший фильм». По словам авторов, концепция небесного чудовища пришла в голову после упоминания произведений Говарда Филлипса Лавкрафта.
Часть съёмок проводилась в аэропорту города Лэгли, а также в Ванкувере, Британская Колумбия, Канада. Основные съёмки проводились в копии самолёта «Piper Chieftain» модели C-MYZX (данный номер вымышленный), части которого легко отделялись друг от друга, давая доступ к кабине для съёмочной группы. Практически все сцены полёта в воздухе были созданы с помощью компьютерной графики.

## Релиз

### Критика
Несмотря на скромный бюджет и менее чем обычные спец-эффекты, многие критики назвали фильм «глотком свежего воздуха по сравнению с обилием ужастиков, которые снимаются по одному и тому же шаблону»! Ричарл Шейб сказал: «Фильм не оскорбляет зрителя своей вторичностью и затасканными клише». Другие критики отметили, что фильм неплохо справляется с другой задачей — поддерживать интерес в замкнутом пространстве: «Интересный полуторачасовой триллер, постепенно вводящий в состояние чистой паники».

### Выход на видео
Фильм вышел на DVD и Blu-ray 26 октября 2010 года. В Канаде картину выпустила компания «Alliance Films». Также показ триллера состоялся на 28-м фестивале «Turin Film Festival», проводившегося с 26 ноября по 4 декабря 2011 года.